# 岡本昌弘
岡本昌弘（1983年5月17日—），日本職業足球員，司職守門員，日本20歲以下足球代表隊成員。

## 俱乐部生涯
2002年，岡本昌弘在市原千葉JEF聯开始足球生涯。

## 日本國家足球隊
岡本昌弘参加了2003年世界青年錦標賽。

## 外部連結
- （日語）J.League Data Site （页面存档备份，存于）